# Ribarska koliba (Pula)
Ribarska koliba (njem. Fischerhütte) je gradski turistički predio u Puli koji administrativno pripada mjesnom odboru Nova Veruda.
Ribarska koliba ograničuje sa sjevera Nova Veruda, s istoka Verudski kanal, s juga Bunarina i Verudela, a sa zapada Monsival koji je od Ribarske kolibe odvojen prometnicom koja spaja središte grada s turističkim naseljem Verudelom. Monsival je smješten zapadno od prometnice, a Ribarska koliba istočno.
Ribarska koliba je također i restoran na tom području koji je nastao na prijelazu iz 19. u 20. stoljeće. Ovo je bilo mondeno odredište brojnih Puljana tijekom austrijske uprave nad gradom. Česti posjetitelji bili su austrijski časnici na službi u Arsenalu ili stanovnici okolnih elitnih četvrti.